# Lèbedos
Lèbedos (grec antic: Λέβεδος) fou una ciutat de l'antiga Grècia de la costa occidental de l'Àsia Menor, situada entre Colofó i Teos, a 90 estadis a l'est del Cap Mionnès.
Segons Pausànies, originàriament era habitada pels caris, fins que els jonis van emigrar a la zona, suposadament dirigits per Andremó, un fill de Codros. Estrabó, en canvi, diu que va ser colonitzada per Andropomp i els seus seguidors, i que anteriorment havia portat el nom d'Artis. A Colofó es mostrava la tomba d'Andremó, al camí que travessava el riu Hales.
La ciutat va prosperar durant molt de temps, segons expliquen Hecateu, Heròdot i Tucídides, mercès al seu comerç, la fertilitat del territori i les bones aigües termals de la rodalia, que encara existeixen. Va ser destruïda per Lisímac de Tràcia, que va traslladar la seva població a Efes, i va romandre reduïda a un llogaret. En temps d'Horaci era gairebé deshabitada. Tanmateix l'esmenten diversos autors tardans, com ara Elià, Claudi Ptolemeu, Pomponi Mela i Plini el Vell.
Àtal II de Pèrgam va traslladar a Mionnès una companyia d'actors (τεχνι̃ται περὶ τὸν Δίονυσον), i els romans, per repoblar el lloc i a petició dels habitants de Teos, els van portar a Lèbedos, on van ser molt ben rebuts perquè hi restaven molt pocs habitants. A Lèbedos, els actors de tota Jònia tenien fins i tot una trobada anyal, on es feien uns jocs dedicats a Dionís. Finalment, la ciutat va continuar la seva decadència fins a despoblar-se del tot; no obstant això, el segle vii encara existia.
Les ruïnes de l'antiga ciutat es troben a la vila d'Ürkmez.